# ZB vz. 26
Il Zbrojovka Brno lehký kulomet vzor 26 o solo LK vz. 26 era una mitragliatrice leggera progettata da Václav Holek e prodotta in Cecoslovacchia negli anni venti, entrata in servizio in molti paesi del mondo. L'arma e le sue varianti e derivate conobbe largo impiego durante la seconda guerra mondiale. Il progetto del vz. 26, diventato celebre per l'affidabilità, la semplicità, il sistema di cambio rapido della canna e la facilità di produzione, influenzò altre mitragliatrici leggere del periodo, come il Bren inglese e la Type 96 giapponese.

## Sviluppo
Intorno al 1921 i militari della giovane Cecoslovacchia erano alla ricerca di una mitragliatrice leggera. I primi test inclusero modelli stranieri come il M1918 BAR, la Darne Mle 1922, la Hotchkiss Mle 1914, la Madsen e la Saint-Étienne Mle 1907, oltre a diversi modelli domestici. Di questi, il più importante era il modello Praha II, un'arma leggera, alimentata a nastro, presentata dalla Česká Zbrojovka Strakonice (CZ) di Praga. Nel 1923 era intanto nata la Zbrojovka Brno (ZB) e poiché, la CZ di Praga era una piccola realtà con limitate capacità industriali, si decise di trasferire alla più avanzata ZB la produzione della nuova mitragliatrice leggera. Alla decisione seguì una lunga serie di contenziosi legali sui diritti tra i progettisti della CZ e l'azienda produttrice ZB. Il geniale progettista Václav Holek venne incaricato dall'esercito della gestione della produzione della nuova arma. Holek, assistito da suo fratello Emmanuel e da due espatriati polacchi, Marek e Podrabsmy, iniziò subito a lavorare sul prototipo della Praha II e nel giro di un anno il quartetto di progettisti crearono la mitragliatrice leggera poi conosciuta come ZB. Poco tempo dopo i fratelli Holek abbandonarono l'alimentazione a nastro in favore di un caricatore prismatico con bocchettone nella parte superiore del castello, creando così la Praha I-23, che fu selezionata dall'esercito. Nonostante i problemi legali tra le due aziende, la produzione della nuova arma iniziò negli impianti ZB di Brno nel tardo 1926. L'arma divenne la mitragliatrice leggera standard dell'esercito nel 1928 con la denominazione ufficiale Lehký kulomet ZB vz. 26.

## Impiego operativo
La vz. 26 equipaggiò sia la fanteria cecoslovacca che i mezzi corazzati Škoda, come armamento primario o secondario. Tra il 1926 ed il 1939 la ZB dovrebbe aver prodotto 120.000 vz. 26 in diversi calibri, soprattutto nel 7,92 × 57 mm Mauser originario. Fu esportata in 24 paesi europei, sudamericani ed asiatici, sia nella versione originale che in quella migliorata ZB vz. 30. Grossi lotti furono consegnati a Bolivia, Bulgaria, Cina, Romania, Turchia e Jugoslavia. L'esportazione continuò anche dopo l'occupazione tedesca della Cecoslovacchia del 1939. 

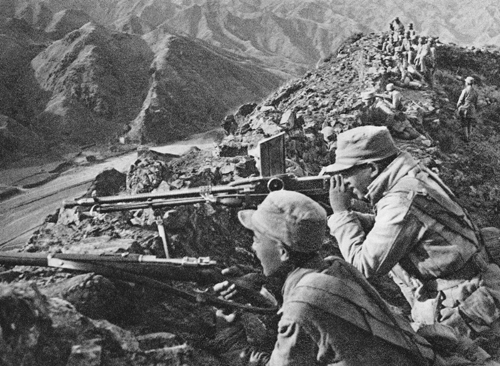
I soldati cinesi furono i maggiori utilizzatori di vz. 26 durante la seconda guerra mondiale.

Dopo l'occupazione, la Wehrmacht si affrettò ad adottare l'ottima mitragliatrice, ridenominandola MG 26(t) ed utilizzandola nello stesso ruolo della MG 34. Nelle fasi iniziali della seconda guerra mondiale, la vz. 26 era largamente diffusa tra i reparti delle Waffen SS, che all'inizio non avevano accesso diretto ai programmi di approvvigionamento della Wehrmacht. La reputazione dell'arma era tale che il 24 febbraio 1942 l'Ispettorato per la fanteria del Regio Esercito italiano emanò l'Istruzione provvisoria n. 4255 per il Fucile mitragliatore calibro 7,9 Mod. 37, nell'eventualità di un utilizzo di vz. 26 di preda bellica.
La vz. 26 venne anche modificata dalla ZB in collaborazione con tecnici britannici, dando vita al più famoso e diretto erede, il Bren (acronimo di Brno ed Enfield, sede della Royal Small Arms Factory). Molti altri paesi produssero su licenza l'arma, inclusa Cina, Jugoslavia e Lituania. L'Esercito nazionalista cinese usò la vz. 26 camerata nel 7,92 × 57 mm Mauser contro l'Esercito Imperiale Giapponese e nella guerra civile cinese contro l'Esercito popolare di liberazione controllato dal Partito Comunista Cinese. L'Esercito popolare di liberazione a sua volta impiegò le armi di preda bellica contro i nazionalisti stessi e contro i giapponesi nella seconda guerra mondiale. Secondo Brno, dal 1927 al 1939 vennero esportate in Cina 30.249 vz. 26. Durante questo periodo, a causa dell'elevata domanda, sia le fabbriche statali di armi leggere cinesi che le armerie dei vari signori della guerra produssero la ZB vz. 26. Durante la guerra di Corea le forze comuniste cinesi utilizzarono l'arma contro le forze dell'ONU, mentre sia l'Esercito popolare vietnamita che i Viet Minh la schierarono nella guerra d'Indocina contro francesi e sudvietnamiti

## Tecnica
La vz. 26 era azionata a sottrazione di gas con selettore di fuoco e sparava ad otturatore aperto. L'automatismo era basato su un pistone a corsa lunga, posizionato sotto alla canna e collegato al gruppo di recupero gas, montato presso la volata, che fungeva anche da supporto per il mirino.
La canna, raffreddata ad aria grazie un radiatore a rondelle nella parte centrale, era dotata di coprifiamma, valvola di regolazione dei gas a 7 posizioni. Il cambio rapido era possibile grazie un innesto a tre risalti per l'unione al manicotto di bloccaggio; la manovra era facilitata da un maniglione per il trasporto ed il maneggio della canna.
Il castello racchiudeva cilindro e pistone, massa battente, otturatore prismatico, sistema di recupero (tubo portamolla, molla e asta di recupero), gruppo di scatto e selettore di fuoco a tre posizioni (colpo singolo, raffica libera e sicura), con impugnatura a pistola in legno. Il calcio era in legno, con calciolo ammortizzato a molla e piastrina ribaltabile per l'appoggio sulla spalla, dotabile di puntalino d'appoggio. Anteriormente l'arma poggiava su un bipiede con gambe telescopiche, ripiegabili sotto alla canna. La ZB forniva anche un treppiede per l'impiego prolungato da mitragliatrice media, adattabile anche al fuoco contraereo.
Gli organi di mira erano costituiti da un alzo a tamburo, a sinistra del castello, tarato da 1 a 20 ettometri, e da mirino.
L'alimentazione, tramite caricatore prismatico amovibile da 20 colpi, avveniva tramite un bocchettone sulla parte superiore del castello, protetto da una piastrina mobile quando il caricatore non era inserito. L'espulsione dei bossoli avveniva tramite una finestra inferiore, protetta da uno sportellino a molla.
Il ciclo di sparo iniziava ad otturatore aperto, con la massa battente bloccata dal dente di scatto e la molla di ritorno compressa. Agendo sul grilletto, si sganciava la massa battente, che spinta dalla molla trascinava l'otturatore in avanti, che sfilava una cartuccia dal caricatore e la camerava. L'otturatore si arrestava contro la culatta, mentre il pistone proseguiva sollevando la parte posteriore dell'otturatore e bloccandolo stabilmente. Il tallone dell'ammortizzatore di rinculo urtava per inerzia il percussore, che innescava la capsula della cartuccia. Il colpo partiva ed i gas di sparo, spillati dalla canna, si espandevano nel cilindro e facevano arretrare il pistone, la massa battente e l'otturatore, i quali esaurivano la forza di rinculo contro l'ammortizzatore e venivano intercettati e bloccati dal dente di scatto.
Ruotando verso l'indietro il chiavistello del selettore di tiro, posizionato sul lato destro del castello, il dente di scatto si riarmava ogni volta, sparando a fuoco singolo. Volgendo il chiavistello verso la volata il dente di scatto rimava abbassato finché il grilletto rimaneva tirato e l'arma sparava così a fuoco continuo. Volgendo il chiavistello verso il basso l'arma era in sicurezza. Quando si vuotava, dal caricatore sporgeva un dente di arresto che bloccava l'otturatore in posizione più arretrata rispetto al dente di arresto. Sostituendo il caricatore, l'otturatore veniva bloccato più avanti dal dente di arresto e l'arma era di nuovo pronta al fuoco.
Normalmente erano addetti all'arma un tiratore ed un portamunizioni.

## Varianti e derivati
- ZB vz. 24: primo modello dell'arma.
- ZB vz. 27: variante successiva.
- ZB vz. 30: variante successiva.
- ZB vz. 30J: vz. 30 modificato per il mercato jugoslavo.
- ZGB 30: versione modificata del vz. 30 proposta per rispondere ai richieste inglesi.
- ZGB 33: versione modificata secondo i requisiti inglesi, virtualmente identica al Bren.
- ZB 39: versione commerciale cecoslovacca del Bren, offerta in vari calibri, con organi di mira diversi ed altre lievi modifiche.

Alle poche varianti, si aggiungono diverse armi strettamente basate sulla vz. 26:
- Type 97: mitragliatrice leggera giapponese prodotta su licenza per l'installazione sui carri armati, in calibro 7,7 × 58 mm Type 99. La modifica maggiore riguardava lo spostamento della manetta d'armamento dal lato destro a quello sinistro del castello.
- Type 96: mitragliatrice leggera giapponese. Simile nell'impostazione all'arma cecoslovacca, con bipiede e caricatore superiore, era però basata su una meccanica completamente differente ed unico tra le armi contemporanee.
- Kk 62: mitragliatrice leggera finlandese.
- Breda mod. 43: mitragliatrice leggera italiana sperimentale costruita dalla Breda nel 1943 in calibro 8 × 59 mm RB Breda con alimentazione a nastro dal lato sinistro, bipiede e maniglia di trasporto.[3]

## Utilizzatori

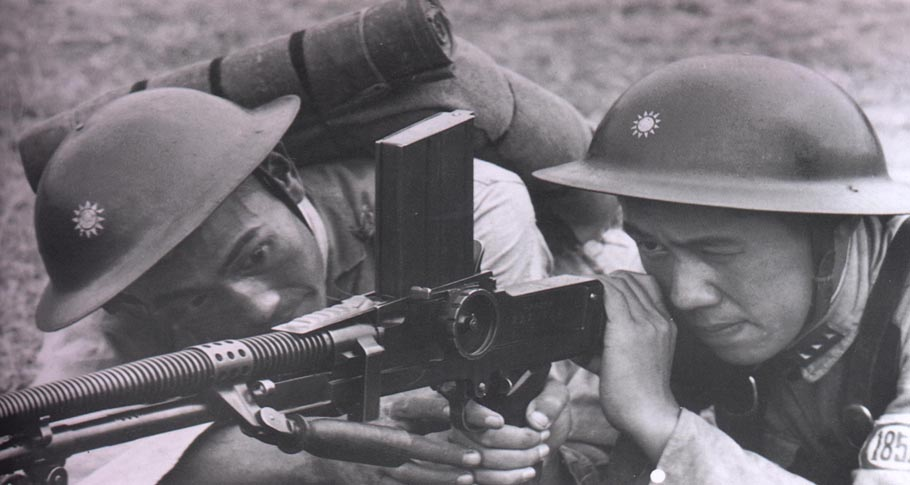
Soldati dell'Esercito nazionalista cinese fanno fuoco con una ZB vz. 26.

- Bolivia
- Bulgaria
- Cina[4]
- Repubblica di Cina
- Corea del Nord
- Corea del Sud
- Croazia
- Cecoslovacchia
- Ecuador
- Germania
- Indonesia
- Persia imperiale
- Israele
- Giappone
- Lituania: 3.100 armi, denominate 7,92 mm kulkosvaidis Brno 26 m.
- Malaysia
- Manciukuò
- Perù
- Romania
- Slovacchia: come Kulsprutegevär m/39
- Spagna repubblicana
- Turchia